# Диплопія
Диплопі́я (дав.-гр. diploos, подвійний + ops (opos), очей) – порушення зору, при якому даний об'єкт сприймається подвоєним.
Диплопія є монокулярна або бінокулярна. Є симптомом деяких хвороб і патологічних станів.

## Диплопія монокулярна
При монокулярній диплопії двоїння зберігається після закривання здорового ока. Вона зазвичай виникає в силу особливостей самого ока і, отже, не становить загрози для зору. Монокулярну диплопію можуть спричинити аномалії рогівки (наприклад, кератоконус, птеригій), порушення рефракції, катаракта або тракції в області центральної ямки. Іноді вона буває психогенною або симульованою.

## Диплопія бінокулярна
Бінокулярну диплопію спричинюють порушення паралельності зорових осей і зникає при закриванні одного ока. У таких випадках необхідно з'ясувати характер диплопії (двоїння тільки в горизонтальній площині або є й вертикальний компонент), особливості її появи, тривалість, неперервність, добові коливання і супутні неврологічні або соматичні симптоми. Якщо диплопія є на момент дослідження, то можна виявити й відповідні порушення рухливості очі. Однак незначне обмеження рухів очей часто буває складно виявити. Наприклад, при легкому парезі лівого відвідного нерва руху очей можуть здаватися нормальними, але при погляді вліво виникає диплопія в горизонтальній площині. У таких випадках порушення паралельності зорових осей можна виявити за допомогою проби з прикриванням очей. Її проводять при звичайному положенні голови, а потім просять хворого почергово нахилити і повернути голову у всіх напрямках. У наведеному прикладі найбільш виражене настановний рух спостерігався би при повороті голови вправо. Іноді, незважаючи на відсутність скарг, проба з прикриванням очей може виявити відхилення в роботі ока.  Це порушення зустрічається у 1 % людей, воно розвивається в результаті порушення фузійного рефлексу в ранньому дитинстві. У таких випадках зорове сприйняття одного ока пригнічується, щоб уникнути диплопії. У деяких дітей це веде до однобічного порушення зору (дисбінокулярна амбліопія).
До виникнення бінокулярної диплопії можуть призвести інфекції, пухлини, метаболічні, дегенеративні, запальні та судинні розлади. Важливо з'ясувати, чи обумовлена диплопія нейрогенними причинами або патологічним процесом в очниці, провідним до обмеження рухливості очі.
Рестриктивну диплопію можуть спричинити несправжні пухлини очниці, міозит, інфекційні ураження та пухлини очей, офтальмопатія Грейвса і здавлювання м'язів очей (наприклад, при переломі нижньої стінки очниці, який не проходить через її край). Для підтвердження діагнозу перевіряють пасивні рухи очного яблука. Під місцевою анестезією лікар захоплює офтальмологічним пінцетом кон'юнктиву з епісклерою і намагається повернути очне яблуко в напрямку обмеження руху. Якщо ця спроба не вдається, у хворого дійсно є механічне обмеження руху. Оскільки далеко не всі хворі погоджуються на проведення цієї проби, то діагноз рестриктивної диплопії зазвичай ставиться на підставі непрямих ознак.
Найважливіша причина диплопії — міастенія. Диплопія при цьому зазвичай непостійна, з добовими коливаннями, без ознак ураження якого-небудь одного окорухового нерва. Зіниці завжди не змінені. Може спостерігатися непостійний птоз. Часто зустрічається очна форма міастенії без ознак ураження м'язів тіла. Для підтвердження діагнозу проводять пробу з едрофоніем і визначають антитіла до холінорецепторів. Однак негативні результати цих досліджень не виключають діагнозу міастенії.
Якщо рестриктивна диплопія і міастенія виключені, то найбільш імовірна причина бінокулярної диплопії — ураження черепних нервів, що інервують окорухові м'язи.
Диплопія зустрічається як симптом при ботулізмі.
| симптом | Це незавершена стаття про симптом хвороби. Ви можете допомогти проєкту, виправивши або дописавши її. |